# Kallon Football Club
Kallon Football Club, também conhecido como Kallon F.C., antes com o nome Sierra Fisheries, é um time de futebol profissional da Serra Leoa situado em Freetown. O clube é um dos principais do campeonato nacional da Serra Leoa e tem como campo o Estádio Nacional em Freetown.

## História
O nome do clube é uma homenagem a um dos mais bem sucedidos jogadores de futebol da Serra Leoa Mohamed Kallon, que é conhecido por ter jogado nos clubes da Internazionale e AS Monaco FC. O Sierra Fisheries foi comprado por Kallon em 2002 por 30 mil dólares. Sobe o nome Sierra Fisheries, o clube conquistou 3 campeonatos nacionais.
Kallon FC ganhou a Copa da Serra Leoa e o campeonato nacional em 2006, além de ter conseguido se classificar para a Liga dos Campeões da CAF de 2007.

## Títulos
- Campeonato Serra-leonês de Futebol: 4

- 1982, 1986, 1987 (como Sierra Fisheries)
- 2006

- Copa da Serra Leoa: 1

- 2007

## Desempenho nas Competições da CAF
- Liga dos Campeões da CAF: 1 participação

2007 - Eliminado na segunda fase
- Recopa Africana: 2 participações

- 1983 - Eliminado na segunda fase
- 1988 - Eliminado na fase preliminar